# Diari La Veu
Diari La Veu és un diari digital en valencià editat a València per Edicions La Veu del País Valencià S.C.V. Va ser publicat per primera volta en gener del 2013 sota el nom de La Veu del País Valencià. El 5 d'abril del 2017 es va renovar i va començar a publicar amb la capçalera de Diari La Veu. L'any 2019 va anunciar el seu tancament final per al 31 de desembre de 2019 atesa la seua situació econòmica insostenible i les grans dificultats per tal d'obtenir finançament.
Després del seu tancament el 31 de desembre del 2019, i d'haver sobreviscut durant dos anys, tres mesos i 24 dies en una versió de mínims batejada com "Nosaltres La Veu", concebuda per mantenir viu el projecte mentre l'empresa aconseguia els recursos econòmics necessaris per reflotar-lo, el Diari La Veu va tornar a publicar-se l'abril del 2022 en una tercera etapa. Rebatejat com Diari La Veu del País Valencià, el projecte que impulsa l'empresari i advocat Moisès Vizcaino i dirigeix Sebastià Carratalà pretén reprendre el camí que el va convertir durant els seus primers sis anys de vida –de 2013 a 2019 – en la primera publicació editada en català al País Valencià capaç d'informar de l'actualitat de tot el territori cada dia. L'actual plantilla formada només per 10 empleats, també s'encarrega d'elaborar la revista literària La Veu dels Llibres.
Segons els seus impulsors, el periòdic va nàixer amb l'objectiu clar i fonamental de vertebrar el País Valencià, de ser una veu diferent, independent i rigorosa que contribuira al canvi social. Al llarg de la seua trajectòria va impulsar el mitjà dedicat a la pilota valenciana PilotaVeu, com aixina el web didàctic AulaVeu i el cultural CulturaVeu.
L'empresa editora d'este mitjà és Edicions La Veu del País Valencià, S. Coop. V., presidida pel fundador del periòdic Moisès Vizcaino. El director des del 5 d'abril del 2017 va ser Salva Almenar, mentre que Ignasi Muñoz va ser el seu sotsdirector fins a l'octubre de 2018.

## Premis i reconeixements
- 2014 - Premi de l'Institut Interuniversitari de Filologia Valenciana[9]
- 2015 - Premi Ramon Casanovas d'Òmnium Vallès Oriental[cal citació]
- 2017 - Premi de Difusió de l'Associació d'Escriptors en Llengua Catalana[10]
- 2017 - Premi Joan Fuster del Bloc de Progrés de l'Alcúdia[11]